# Ligne d'Aszód à Ipolytarnóc par Balassagyarmat
La Ligne d'Aszód à Lučenec par Balassagyarmat et Ipolytarnóc ou ligne 78 est une ligne de chemin de fer de Hongrie. Elle relie Aszód à Ipolytarnóc par Balassagyarmat.